# Неманская культура (железный век)

Балтийские культуры конца раннего — начала среднего железного века (600-200 гг. до н.э.):
— поморская культура
— экспансия культуры подклёшевых погребений (преемницы Поморской культуры)
— культура штрихованной керамики
— милоградская культура
— днепро-двинская культура
Культура самбийских курганов:
— группа Самбии-Натангии
— группа западной Мазурии (вероятно связанная с пре-галиндами)
— ятвяжская группа
— пре-куршская группа — здесь несколько веков спустя и сформировалась Неманская (или Мемельская) культура

Неманская культура или Мемельская культура — это археологическая культура балтийского железного века и средневековья, существовавшая в II—VII веках в современной Северо-Западной Литве.

## Область распространения
Следы этой культуры обнаружены в области нижнего Мемеля (Немана) и на Северо-Востоке Клайпедского края.
Не позднее, чем в VIII веке в этом районе существует балтийское племя куршей.
Примерно с V века на Южном побережье Балтийского моря появляются следы скандинавских культур (поселок Гробиня).

## Погребения культуры
Захоронения, в отличие от соседней Судавской культуры, осуществлялись по типу ингумации (трупоположения), а не кремации (трупосожжения). Могилы окружались в форме сот круглыми или прямоугольными камнями.

## Поселения
Поселения находились, в основном, вблизи водоемов.
Примерно с V века существовали городища на крутых склонах или в закрытых местах, которые были укреплены земляными валами и деревянными частоколами, а их площадь составляла приблизительно 0.5-1 га.

## Экономика
Люди жили, как и в случае с соседними культурами, земледелием, скотоводством, охотой и рыбной ловлей. Также, скорее всего, большую роль играла торговля янтарем и драгоценными металлами, такими как бронза или серебро.